# La Fage-Montivernoux
La Fage-Montivernoux è un comune francese di 174 abitanti situato nel dipartimento della Lozère nella regione dell'Occitania.

## Società

### Evoluzione demografica
Abitanti censiti